# Valentine Mk. II
El Valentine II fue un carro de combate para apoyo de la infantería desarrollado por la compañía Vickers-Armstrong para las Fuerzas Armadas Británicas y el Ejército Canadiense durante la Segunda Guerra Mundial. Pertenece a la clase Mark III. En la producción, se crearon más de 8,000 unidades en total, algunas incompletas.
Su velocidad punta era de 24 km/h y llevaba un cañón de 40 mm y dos ametralladoras coaxiales de 7,92 mm, con una dotación de cuatro hombres. Se desarrolló en 1939 y Se probó en grandes cantidades por primera vez en el escenario de operaciones del norte de África, especialmente en noviembre de 1941 durante la Operación Crusader. Inglaterra y Canadá llegaron a enviar casi 3.000 tanques Valentine a la Unión Soviética durante la contienda, siendo un modelo muy apreciado por las tropas soviéticas; los rusos lo designaron como "British Mk.III". 

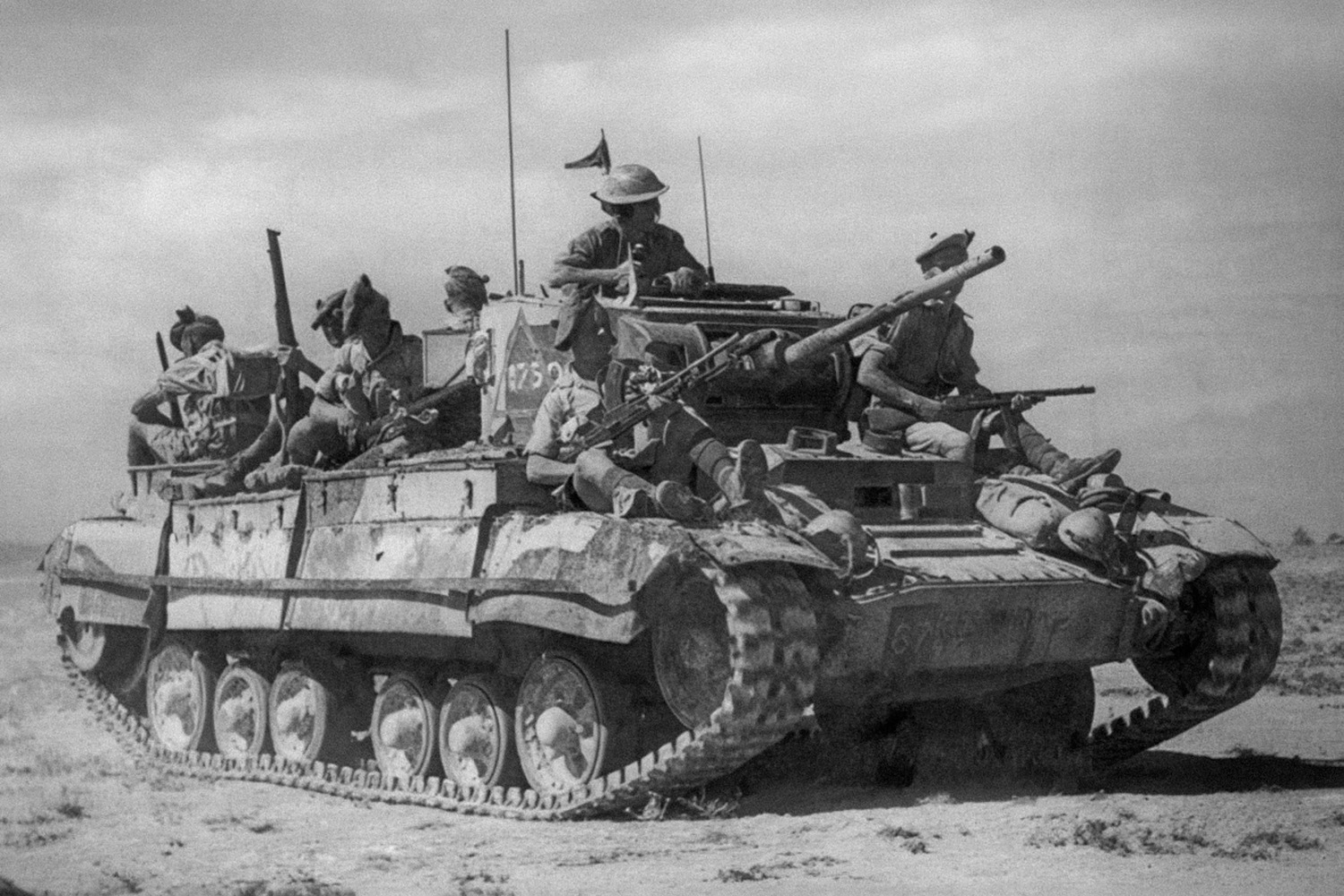
Valentine Mk.III en el desierto de Libia

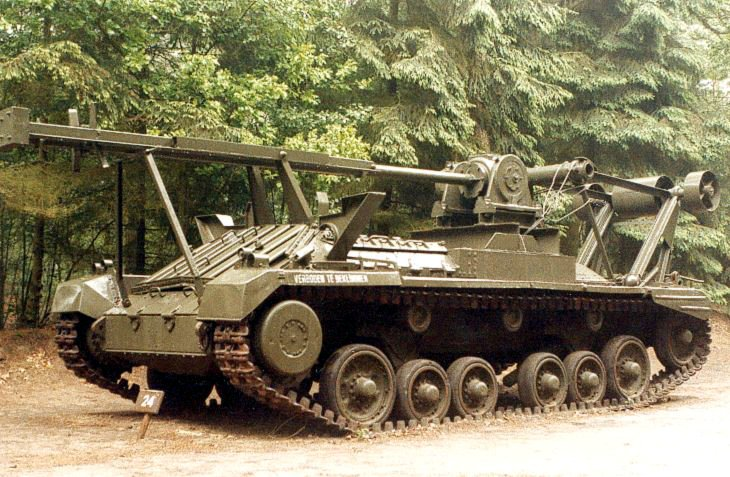
Valentine Bridgelayer